# Calamaria ingeri
Calamaria ingeri este o specie de șerpi din genul Calamaria, familia Colubridae, descrisă de Grismer, Kaiser și Yaakob în anul 2004. A fost clasificată de IUCN ca specie pe cale de dispariție (stare critică). Conform Catalogue of Life specia Calamaria ingeri nu are subspecii cunoscute.